# Casa Redó
Casa Redó és un edifici de Gandesa (Terra Alta) inclòs a l'Inventari del Patrimoni Arquitectònic de Catalunya.

## Descripció
És una construcció que ocupa un lloc molt proper al nucli del castell. Està sobre carreus d'edificacions anteriors de la mateixa família. Sobre la planta baixa hi ha dues zones d'alçada diferent, una amb dues plantes i l'altra amb tres. Totes dues amb finestres i balcons. Al pis superior hi ha una galeria correguda.
La façana està revocada i pintada, l'interior presenta restes anteriors.

## Història
La nissaga d'aquesta família és genovesa i probablement acompanyaren a Berenguer IV com en el cas de Cervelló. Junt amb les possessions urbanes conservaren gran part de terres dels voltants.